# Henrietta Lacks
Henrietta Lacks (née Loretta Pleasant le 1er août 1920 et morte 4 octobre 1951) est une femme afro-américaine morte d'un cancer du col de l'utérus à développement très rapide.
Les cellules tumorales isolées d'une biopsie de sa tumeur sont les premières cellules humaines à avoir pu être cultivées in vitro avec succès. La lignée cellulaire qui en est issue s'est révélée particulièrement stable et prolifique et a été utilisée sous le nom de « HeLa » dans les laboratoires de recherche du monde entier. Les cellules HeLa ont permis en particulier la mise au point du vaccin contre la poliomyélite et une meilleure connaissance des tumeurs et des virus, ainsi que des avancées comme le clonage ou la thérapie génique. Bien que des informations à propos des origines des cellules HeLa étaient connues des chercheurs après 1970, la famille Lacks n'a pas été mise au courant de l'existence de ces cellules avant 1975. La connaissance de la provenance génétique de la lignée cellulaire étant devenue publique, son utilisation pour la recherche médicale et à des fins commerciales continue de susciter des inquiétudes quant à la vie privée et aux droits des patients.

## Biographie

### Jeunesse et formation
Henrietta Lacks est née (sous le nom Loretta Pleasant) le 1er août 1920 à Roanoke (Virginie), d’Eliza Pleasant (née Lacks) (1886-1924) et John « Johnny » Randall Pleasant (1881-1969). On se souvient d’elle comme ayant des yeux noisette, une petite taille, chaussant du 37 et toujours portant une robe impeccablement plissée et des ongles vernis rouges. Sa famille ne sait pas clairement comment son nom a été modifié de Loretta à Henrietta, mais elle était surnommée Hennie. Sa mère meurt lorsqu’elle a 4 ans en 1924, en donnant naissance à son dixième enfant. Incapable d’élever tous ses enfants seul après le décès de sa femme, son père déménage la famille à Clover, en Virginie, où les enfants sont répartis entre d’autres membres de la famille,. La petite Henrietta a été élevée par son grand-père maternel, Thomas « Tommy » Henry Lacks. Elle partageait sa chambre avec son cousin David "Day" Lacks (1915–2002).
Comme la plupart des membres de sa famille vivant à Clover, Lacks travaille comme cultivatrice dans les champs de tabac dès son plus jeune âge. Elle nourrit les animaux, s’occupe du jardin et travaille dans les champs de tabac. Elle fréquente l’école noire à trois kilomètres de son habitation, jusqu’à ce qu’elle doive abandonner en sixième année pour aider sa famille . En 1935, quand elle a 14 ans, Lacks donne naissance à son fils, Lawrence Lacks. En 1939, sa fille Elsie Lacks (1939-1955) nait. Les deux enfants sont de Day Lacks. Elsie souffre d'épilepsie et d'une infirmité motrice cérébrale, et est décrite par la famille comme « différente » ou « sourde et muette ».

### Famille
Le 10 avril 1941 elle épouse son cousin David "Day" Lacks, avec qui elle a cinq enfants : Lawrence Lacks, Elsie Lacks, David "Sonny" Lacks (né en 1947), Jr., Deborah Lacks Pullum (1949–2009) et Zakariyya Bari Abdul Rahman (né Joseph Lacks en septembre 1950).

### Maladie

#### Diagnostic et traitement
Le 29 janvier 1951, ayant ressenti une boule dans le ventre, elle se rend à l'hôpital Johns-Hopkins, pour se faire examiner dans le seul grand hôpital de la région qui accueille les patients noirs. Elle avait par le passé parlé de cette « boule » à son cousin et ils avaient supposé qu’elle était enceinte. Après avoir donné naissance à Joseph, son cinquième enfant, en septembre 1950, elle a eu une grave hémorragie. Son premier médecin traitant suspecte une syphilis, mais le test revient négatif, et elle est renvoyée à Johns Hopkins. Elle n'avait aucune anomalie du col de l'utérus lors de la visite de contrôle après son accouchement, ce qui indique un développement très rapide de la tumeur.
Un médecin préleva un échantillon de la tumeur localisée sur son col de l'utérus, qui se révéla être une tumeur maligne très invasive. Elle a été traitée avec des tubes de radium. Pendant son traitement, deux échantillons ont été prélevés, sans son consentement. Elle retourne à l'hôpital le 8 août pour un nouveau traitement et y meurt le 4 octobre 1951 à l'âge de 31 ans. Une autopsie a montré qu'elle avait des métastases dans tout le corps. Son mari n'a pas autorisé de prélèvement post-mortem.
Henrietta Lacks est enterrée au petit cimetière familial, le Lacks Family Cemetery, situé dans la petite ville du comté de Halifax, Clover,,.

### Controverse
La question de savoir si et comment son origine ethnique a influencé son traitement, l'absence de consentement et sa non-reconnaissance, continue à être controversée,. L'étude est encore citée comme un exemple tristement célèbre de manifestation de racisme dans la recherche scientifique.

### Dans la culture populaire
Le lien entre la ligne cellulaire HeLa et Henrietta Lacks a été porté à l'attention du public pour la première fois en mars 1976 avec deux articles du Detroit Free Press et de Rolling Stone écrits par le reporter Michael A. Rogers (en). En 1998, Adam Curtis a réalisé un documentaire de la BBC à propos d’Henrietta Lacks intitulé The Way of All Flesh. Rebecca Skloot a documenté l'histoire approfondie de la lignée cellulaire HeLa et de la famille Lacks dans deux articles publiés en 2000 et 2001 et dans son livre de 2010, The Immortal Life of Henrietta Lacks. HBO a annoncé en 2010 qu'Oprah Winfrey et Alan Ball développaient un projet de film basé sur le livre de Skloot et en 2016 le tournage a commencé, avec Winfrey dans le rôle principal de Deborah Lacks, la fille d'Henrietta,. Le film The Immortal Life of Henrietta Lacks est sorti en 2017, avec Renée Elise Goldsberry dans le rôle d’Henrietta Lacks. La chaîne Law & Order de NBC a diffusé sa propre version fictive de l'histoire de Lacks dans l'épisode de 2010 "Immortal", que Slate a qualifié de "terriblement proche de la vérité" et les groupes musicaux Jello Biafra and the Guantanamo School of Medicine et Yeasayer ont tous deux publié des chansons sur Henrietta Lacks et son héritage. Les membres de la famille Lacks ont écrit leurs propres histoires pour la première fois en 2013 lorsque le fils aîné d’Henrietta Lacks et sa femme, Lawrence et Bobbette Lacks, ont écrit un court mémoire numérique intitulé "Hela Family Stories : Lawrence et Bobbette" avec des témoignages sur leurs souvenirs d'Henrietta Lacks et sur leurs propres efforts pour protéger les plus jeunes enfants de l’environnement dangereux après la mort de leur mère. Le projet HeLa, une exposition multimédia en l'honneur de Lacks, a été inaugurée en 2017 à Baltimore au Reginald F. Lewis Museum of Maryland African American History & Culture. Elle comprenait un portrait de Kadir Nelson et un poème de Saul Williams.
En 2013, au Festival Fringe d'Édimbourg, Adura Onashile tient un rôle principal dans HeLa, sa pièce sur Henrietta Lacks,. "HeLa" du dramaturge de Chicago J. Nicole Brooks[réf. nécessaire] est commandée par la Sideshow Theatre Company en 2016, avec une lecture publique mise en scène le 31 juillet 2017. La pièce sera finalement produite par Sideshow, au Greenhouse Theater Center de Chicago du 18 novembre au 23 décembre 2018. La pièce utilise l'histoire de la vie de Lacks comme point de départ pour une conversation plus large sur l'afrofuturisme, le progrès scientifique et l'autonomie corporelle. Dans la série Le Ministère du temps, l'immortalité de ses cellules en laboratoire est citée comme le précédent pour le personnage d'Arteche, "une résistance extrême aux infections, aux blessures et à la dégénérescence cellulaire. En d'autres termes, au vieillissement" : ses cellules sont immortelles.

## Usage des cellules
Les cellules cancéreuses d'Henrietta Lacks se révèlent avoir la particularité inédite de se multiplier sans limites lorsque placées dans les bonnes conditions, ce qui fait d'elles des cellules dites "immortelles" très utiles pour la recherche scientifique notamment pour la finalisation du vaccin antipoliomyélitique. En particulier, les cellules HeLa ont aidé les scientifiques à mieux comprendre une multitude d’infections virales. Les chercheurs infectent les cellules au moyen d’un virus qui ressemble à celui de la rougeole ou des oreillons, et observent comment les cellules réagissent. Ils ont ainsi réussi à mettre au point des vaccins contre des infections comme le virus du papillome humain (VPH), mais aussi des avancées dans le domaine de la chimiothérapie et la fécondation in vitro.
Dans les années qui suivirent, les cellules HeLa - nommées d'après Henrietta Lacks - ont été expédiées à différents laboratoires du monde. Beaucoup de ceux-ci arrivèrent à établir in vitro des lignées de cellules d'autres cancers (poumon, gorge, foie…), alors que cette opération échouait jusque-là. Il s'est avéré par la suite que certaines de ces lignées cellulaires, nouvellement établies, étaient contaminées par des cellules HeLa (à la suite d'erreurs de manipulations). Celles-ci avaient réussi à prendre le dessus en proliférant mieux et plus vite que les cellules originelles. Il s'agit là d'une erreur fréquente en culture cellulaire due à un manque de rigueur.
Les cellules d'Henrietta Lacks ont été si largement étudiées que les scientifiques en connaissent tous les détails. Pourtant, sa contribution involontaire reste méconnue et rarement reconnue à sa juste valeur. Sans ses cellules, la recherche médicale aurait certes continué, mais à un rythme bien plus lent. De nombreux traitements aujourd'hui couramment utilisés n'auraient peut-être pas encore été développés. Ainsi, les cellules HeLa ont contribué à sauver d'innombrables vies, faisant d'Henrietta Lacks, malgré elle, une figure majeure de la médecine.
À l'époque, il était courant de prélever des cellules de tumeurs cancéreuses pour la recherche, souvent sans le consentement des personnes concernées. Utilisées dans d'innombrables études médicales et au cœur d'une industrie valant des millions de dollars, les cellules HeLa ont longtemps profité à la science sans que la famille Lacks ne reçoive de compensation ou de reconnaissance. Aujourd'hui, les normes éthiques encadrant la recherche biomédicale sont nettement plus strictes. Toute collecte de tissus exige un consentement éclairé, le donneur ou son représentant légal devant être pleinement informés des implications potentielles de leur don.
Ses enfants n'ont appris que tardivement ce prélèvement, et ont exprimé publiquement leur désapprobation, déplorant que le service rendu post-mortem à la science par leur mère ne lui ait même pas valu, en retour, une sépulture décente. En 2013, la famille Lacks a obtenu le pouvoir d'exercer un peu de contrôle sur l’utilisation de son ADN. En outre, dans les articles scientifiques futurs portant sur des études utilisant ses cellules, une mention devra reconnaître l’apport d’Henrietta Lacks. Plus globalement, ce cas soulève de nombreuses questions éthiques dont le consentement, absent ici, n'est pas la moindre.

## Hommages
- 2013 : inauguration d'un établissement d'études secondaire (High School) à Vancouver dans l'État de Washington baptisé la Henrietta Lacks Health and Bioscience High School (en)[45],[46].
- 2014 : cérémonie d’inscription au Maryland Women's Hall of Fame (en)[47].
- 2018 : le National Portrait Gallery (États-Unis) et le Musée national de l'histoire et de la culture afro-américaines font l’acquisition du portrait d'Henrietta Lacks peint par l’artiste Kadir Nelson[48],[49],[50].
- 2018 : l'université Johns-Hopkins nomme son nouveau centre de recherche Henrietta Lacks et crée le Henrietta Lacks Memorial Award[51],[52],[53].
- 2020 : National Women's Hall of Fame[54].

## Fondation Henrietta Lacks
La journaliste américaine Rebecca Skloot, après avoir consacré plusieurs années à la rédaction d'un livre racontant la vie d'Henrietta Lacks, a créé la fondation Henrietta Lacks. Cette fondation a pour objet d'aider financièrement ses descendants, qui vivent pauvrement et n'ont pas de protection sociale alors que les cellules d'Henrietta ont fait la fortune de certains professionnels de santé. Elle vient également en aide aux autres personnes qui ont contribué à la science médicale sans leur consentement.

#### Anglophone

##### Essais
- Rebecca Skloot, The Immortal Life of Henrietta Lacks, Crown Publishing Group, 2 février 2010, 400 p. (ISBN 9781400052172, lire en ligne),
- Nishi Singh, HeLa Cells of Henrietta Lacks, Createspace Independent Publishing Platform, 9 septembre 2014, 58 p. (ISBN 9781502839572),
- Naven Johnson, Henrietta Lacks, CreateSpace Independent Publishing Platform, 16 février 2018, 40 p. (ISBN 9781985421196),
- Ron Lacks, Henrietta Lacks: The Untold Story, CreateSpace, 6 février 2020, 146 p. (ISBN 9781659638172),

##### Articles
- « Genetic Characteristics of the HeLa Cell », Science, Vol. 191, No. 4225,‎ 30 janvier 1976, p. 392-394 (3 pages) (lire en ligne),
- Lisa S. Parker, « The Immortal Life of Henrietta Lacks Rebecca Skloot », International Journal of Feminist Approaches to Bioethics, Vol. 5, No. 1,‎ printemps 2012, p. 159-165 (7 pages) (lire en ligne),
- Priscilla Wald, « American Studies and the Politics of Life », American Quarterly, Vol. 64, No. 2,‎ juin 2012, p. 185-204 (20 pages) (lire en ligne),
- Carl Zimmer, « A Family Consents to a Medical Gift, 62 Years Later », The New York Times,‎ 7 août 2013 (lire en ligne),
- Michael McCarthy, « Family of Henrietta Lacks reaches agreement on access to HeLa genome », BMJ: British Medical Journal, Vol. 347, No. 7921,‎ 17 août 2013, p. 4 (1 page) (lire en ligne),
- Jessica L. Stump, « Henrietta Lacks and The HeLa Cell: Rights of Patients and Responsibilities of Medical Researchers », The History Teacher, Vol. 48, No. 1,‎ novembre 2014, p. 127-180 (54 pages) (lire en ligne),
- Vincent Bruyere, « The Lived Exemplarity of HeLa: A Matter of Lifedeath », Mosaic: An Interdisciplinary Critical Journal, Vol. 48, No. 4,‎ décembre 2015, p. 123-136 (14 pages) (lire en ligne),
- Robert Klitzman, M.D, « Should You Worry About Being the Next Henrietta Lacks? », The New York Times,‎ 21 avril 2017 (lire en ligne),
- Adeel Hassan, « Henrietta Lacks », The New York Times,‎ 8 mars 2018 (lire en ligne),
- DeNeen L. Brown, « Can the ‘immortal cells’ of Henrietta Lacks sue for their own rights? », The Washington Post,‎ 25 juin 2018 (lire en ligne),

#### Francophone
- [Skloot 2011] Rebecca L. Skloot (trad. de l'angl. am. par Isabelle D. Taudière et Raymond Clarinard), La Vie immortelle d'Henrietta Lacks [« The Immortal Life of Henrietta Lacks »], Paris, Calmann-Lévy, coll. « Documents, actualités, société », janv. 2011, 1re éd., 1 vol., 435-[8], 15 × 23 cm (ISBN 9782702141748, BNF 42343934, présentation en ligne).

### Filmographie
- 1997 : The Way of all flesh, documentaire de la BBC réalisé par Adam Curtis
- 2004 : La Vie après la mort d'Henrietta Lacks de Mathias Thery, inspiré de l'histoire des cellules d'Henrietta Lacks
- 2017 : La Vie immortelle d'Henrietta Lacks de George C. Wolfe, avec Oprah Winfrey, Rose Byrne, Kyanna Simone